# 181920 films
181920 films – pierwszy zbiór teledysków japońskiej piosenkarki Namie Amuro. Został wydany 1 lipca 1998 roku, w wersji VHS i LD, natomiast 27 września 2000 r. Na DVD.

## Lista utworów
VHS/LD/DVD
| Nr | Tytuł                                   |
| -- | --------------------------------------- |
| 1. | "Body Feels EXIT (Music Video)"         |
| 2. | "Chase the Chance (Music Video)"        |
| 3. | "Don't wanna cry (Music Video)"         |
| 4. | "You're my sunshine (Music Video)"      |
| 5. | "a walk in the park (Music Video)"      |
| 6. | "CAN YOU CELEBRATE? (Music Video)"      |
| 7. | "How to be a Girl (Music Video)"        |
| 8. | "Dreaming I was dreaming (Music Video)" |